# Jerzy Miller (polityk)
Jerzy Miller (ur. 7 czerwca 1952 w Krakowie) – polski urzędnik państwowy i samorządowy. W latach 1998–2000 podsekretarz i sekretarz stanu w Ministerstwie Finansów, w 2003 prezes Agencji Restrukturyzacji i Modernizacji Rolnictwa, w latach 2004–2006 prezes Narodowego Funduszu Zdrowia, w latach 2006–2007 zastępca prezydenta m.st. Warszawy, w latach 2007–2009 i 2011–2015 wojewoda małopolski, w latach 2009–2011 minister spraw wewnętrznych i administracji.

## Życiorys
Ukończył studia na Wydziale Elektrotechniki, Automatyki, Informatyki i Elektroniki Akademii Górniczo-Hutniczej w Krakowie ze specjalizacją automatyka cyfrowa. Po studiach pracował w Instytucie Obróbki Skrawaniem, gdzie zajmował się tematyką niezawodności procesów technologicznych.
W 1990 rozpoczął pracę w administracji państwowej. Był dyrektorem Wydziału Organizacji i Nadzoru Urzędu Wojewódzkiego w Krakowie, dyrektorem Urzędu Wojewódzkiego w Krakowie, a w latach 1993–1998 wicewojewodą krakowskim. Od lutego 1998 do lipca 2000 pełnił funkcję podsekretarza i sekretarza stanu w Ministerstwie Finansów oraz pełnomocnika rządu ds. decentralizacji finansów publicznych. W latach 2000–2002 doradca prezydenta Gruzji Eduarda Szewardnadze w ramach dwuletniego projektu doradztwa makroekonomicznego dla Gruzji, finansowanego przez Stany Zjednoczone. Od marca 2001 do marca 2003 był doradcą prezesa Narodowego Banku Polskiego, następnie od marca do czerwca 2003 prezesem Agencji Restrukturyzacji i Modernizacji Rolnictwa. W latach 2003–2004 dyrektor Departamentu Komunikacji Społecznej NBP, a od marca do września 2004 członek Zarządu NBP.
30 września 2004 został powołany na stanowisko prezesa Narodowego Funduszu Zdrowia. Z funkcji tej odwołano go 8 września 2006. Jego dymisję umożliwiły uchwalone z inicjatywy Prawa i Sprawiedliwości zmiany w ustawie o świadczeniach opieki zdrowotnej finansowanych ze środków publicznych, odbierające radzie NFZ, która uprzednio odrzuciła wniosek Zbigniewa Religi o odwołanie Jerzego Millera, uprawnienia do powoływania i odwoływania prezesa funduszu i przyznające je jednocześnie premierowi.
5 grudnia 2006 został przez prezydenta Warszawy Hannę Gronkiewicz-Waltz nominowany na stanowisko zastępcy prezydenta Warszawy. 29 listopada 2007 powołano go na funkcję wojewody małopolskiego. 13 września 2009 wszedł w skład Społecznego Komitetu Odnowy Zabytków Krakowa (SKOZK).
14 października 2009 został powołany przez prezydenta Lecha Kaczyńskiego na urząd ministra spraw wewnętrznych i administracji w rządzie Donalda Tuska; tego dnia przestał pełnić funkcję wojewody małopolskiego. W kwietniu 2010 został członkiem Międzyresortowego Zespołu do spraw koordynacji działań podejmowanych w związku z tragicznym wypadkiem lotniczym pod Smoleńskiem, powołanego przez premiera Donalda Tuska po katastrofie polskiego Tu-154 w Smoleńsku, a 28 kwietnia 2010 objął stanowisko przewodniczącego Komisji Badania Wypadków Lotniczych Lotnictwa Państwowego badającej przyczyny katastrofy. Efektem prac tej komisji był raport końcowy dotyczący przyczyn katastrofy polskiego Tu-154 w Smoleńsku z 10 kwietnia 2010, przekazany do zatwierdzenia prezesowi Rady Ministrów i następnie opublikowany 29 lipca 2011 po ponad 15 miesiącach prac. 31 maja 2010 w siedzibie rządu rosyjskiego w Moskwie podpisał memorandum określające warunki przekazania stronie polskiej i zasady późniejszego wykorzystania materiałów z czarnych skrzynek polskiego samolotu Tu-154M nr 101.
20 maja 2010 tymczasowo wykonujący obowiązki prezydenta Bronisław Komorowski powołał go w skład Rady Bezpieczeństwa Narodowego.
Urząd ministra sprawował do 18 listopada 2011. 12 grudnia 2011 został ponownie wojewodą małopolskim. Zajmował to stanowisko do 8 grudnia 2015. W 2016 dołączył do grupy doradców powołanej przez prezydenta Ukrainy Petra Poroszenkę.

## Odznaczenia
- Odznaka Honorowa za Zasługi dla Samorządu Terytorialnego (2015)[13]
- Honorary Member Narodowego Orderu Zasługi – Malta, 2009[14]
- Oficer Orderu Świętego Karola – Monako, 2012[15]
- Kawaler I Klasy Królewskiego Norweskiego Orderu Zasługi – Norwegia, 2012[16]
- Wielki Oficer Orderu Zasługi – Portugalia, 2008[17]

## Filmografia
Udział w filmach dokumentalnych:
- Śmierć prezydenta (Death of the President) – odc. 10. sezonu 12. cyklu dokumentalno-fabularnego Katastrofa w przestworzach.